# ブローニング・アームズ
ブローニング・アームズは、銃器設計者として名高いジョン・ブローニングが設立したアメリカ合衆国の銃器メーカー。「Browning」の日本語表記は「ブラウニング」が英語の発音により近いと思われるが、日本では「ブローニング」という表記が一般的になっている。
ベルギーのFN社の傘下に入り、一部の製品を共同生産しているためか、よくFN社と同一会社扱いを受けるが全くの別会社である。1966年には高知県の猟銃メーカーであるミロクとも提携し、一部の小銃や散弾銃は現在も、同社が生産している。

## 歴史
1962年にはアメリカ合衆国カリフォルニア州のPacific Laminates社を買収し釣り具製造に参入したが、1992年にオクラホマ州にあるゼブコ社に釣り具部門を売却した。
2010年にはスポーツ用の弓（コンパウンドボウ）の取り扱いを中止した。

## 会社の始まり
- ウィンチェスター社との交渉の末、特許の売却により大金を得たジョンら兄弟達はオグデンに新たに二階建ての建物を買い取り1883年に「ブローニング兄弟商会（J.M.BROWNING & BRO.）」の名称で銃砲店を設立した。店内での営業は銃器販売を主として銃の調整から修理、さらに釣り具も販売されていた。
- 自らの店を持ったジョン達はその後、店での役割人事を決めることとなった。その結果ジョンは銃の設計開発に専念し、マシューが店舗の経営管理、その他の兄弟達はそれまで販売してきた銃の修理や製造を行うことで合意し、店の経営もそれなりに順調に進めることが出来た。 その後ジョンは新たにレバーアクションライフルを開発し特許を取得している。外見上はウィンチェスター社が製造したウィンチェスターM73とそっくりな物だが、内部構造が二つのロッキングブロックを使用しボルトを閉鎖するといったM73に比べて頑丈で故障の少ない設計になっていた。さらに弾薬はそれまで単発式ライフルで使用していた45-90弾を使用することが可能で、のちの改良型では50-110-300弾（0.50インチ口径）といった大口径弾を使用できた。
- この新型ライフルもウィンチェスター社はブローニングから50,000ドルで買取り、ウィンチェスターM1886（英語版）として販売されるようになった。このM1886は1886年から1932年までの間に総製造数約16万挺製造されることとなりウィンチェスターでは空前のヒット商品となった。  M1886の製造権をウィンチェスター社に売りこんだ1884年にジョンとマシューはベネットからの招待を受け、ユタ州からコネティカット州のウィンチェスター本社に向かうこととなった。そこでベネットから新たにレバーアクション式のショットガン製造の話を持ちかけられる。その答えにジョンとマシューは2年以内には出来ると答え研究を開始し、8か月後の1885年の6月に特許申請を行ないウィンチェスターに売りこんだ。これが世界初のレバーアクション・ショットガンであるウィンチェスターM1887（英語版）である。  この時ジョンは、ショットガンの機構にはレバーアクションとは違う別の作動方式が向くと考えていた。そこで1890年に新たに彼が考え出した機構部が後のショットガンの機構部として有名となる「ポンプアクション方式」である。ポンプアクションとは、ショットガンの銃身に取付けられた送弾機をスライドさせ、それをまた戻すことで射撃姿勢を維持したまま弾薬装填と廃莢を同時に行う機構である。このポンプアクション機構を取入れ撃鉄を露出させた有鶏頭型（オープンハンマー）ショットガンを開発している。この銃はその後ウィンチェスターM1893として世に売り出された。M1893は改良されウィンチェスターM1897としてアメリカを中心に大々的に売られる事となった。さらにM1897はウィンチェスター社の銃技師であるトーマス・C・ジョンソンによりさらに改良が加えられ、1912年にウィンチェスターM1912として1943年まで製造されることとなった

## 釣具部門
1962年にアメリカのパシフィックラミネーツ社を買収し釣具事業に参入する。パシフィックラミネーツ時代はサイラフレックスシリーズとしてStandard、Perfexion、Magnum、Medallionの4ライン展開していたが、1963年にサイラフレックスに名前を統合し、1xxxxxシリーズ(旧Magnum)と2xxxxxシリーズ(旧Medallion)の2ライン展開となった。
1970年にフルモデルチェンジし、新たにグラスフェルール(逆並継)を採用した3xxxxxシリーズを発売。1974年にはオリムピック釣具(現マミヤ・オーピー)が輸入を開始し、31291Jなどの日本特注モデルなども販売する。
1976年には低価格モデルのSTDシリーズ(0xxxxxシリーズ)を発売。$28.99~$35.99の価格帯で販売された。また、グラファイトロッドに参入。グラファイトシリーズ(5xxxxxシリーズ)を発売。翌年の1977年にはグラスロッドを一新し、スピゴットフェルール(印籠継)を採用したサイラフレックスIIシリーズ(8xxxxxシリーズ)を発売。
1979年にはサイラフレックス ボロンシリーズを発売。型番は60年代から70年代前半に発売されていた1xxxxxや3xxxxxが使われており、ブランクの色はブラウンである。
1989年にルーを買収、その後、ポー社も買収し、サイラフレックス、スピードスティックなどの釣り竿や、スピードスプールなどのリール、RCシリーズやスーパーセダーなどのルアーを展開する。しかし、1992年に釣り具部門をアメリカのゼブコ社に売却することとなる。(なおゼブコは1994年にポーをヤキマベイトカンパニーに、2009年にチルダー一族にルーを売却)
2004年にバス・プロ・ショップスがアメリカ・カナダ地区の商標権を買収しているが、欧州では引き続きゼブコヨーロッパが取り扱っている。